# انبساط (نظرية الأنظمة)
الانبساط خاصية من خاصيات النظم مثلها مثل خاصية الخطية وخاصية الاستقرار وغيرها وهي خاصية تدرس وتستعمل عادة في النظم غير الخطية وهي تشبه تقريبا خاصية كون نظام ما قابل للقلب أو للعكس (invertible) أي أنه إذا كان لديك مخارج النظام يمكنك حساب مداخله. أما با النسبة للنظم الخطية فإن خاصية الانبساط هي نفسها خاصية قابلية التحكم

## التعريف الرياضي الدقيق للانبساط
إذا اعتبرنا النظام:
{\displaystyle {\begin{matrix}S:{\dot {x}}=f(x,u)\quad t>0\quad x(0)=x_{0}\quad x\in \mathbb {R} ^{n}\quad u\in \mathbb {R} ^{m}\quad Rang{\frac {\partial {f}}{\partial {u}}}=m\end{matrix}}}
ذو المخرج:
{\displaystyle y_{i}=h_{i}(x)\quad i=1,\ldots ,m}
فإن هذا النظام يسمى منبسط إذا أمكن إيجاد مخرج (افتراضي) {\displaystyle z=(z_{1},\ldots ,z_{m})} يحقق الشروط التالية:
__1__ المخرج z هو دالة من حالات النظام x ومداخله u بالإضافة إلى عدد منتهي من مشتقات المدخل {\displaystyle z=F(x,u,{\dot {u}},\ldots ,u^{\alpha })}
__2__يمكن أن نكتب مداخل النظام u وحالته x ومخرجه (الحقيقي) y كدالة من z وعدد منتهي من مشتقات z
{\displaystyle x=\Psi _{1}(z,\ldots ,z^{(\beta )})}
{\displaystyle u=\Psi _{2}(z,\ldots ,z^{(\beta +1)})}
{\displaystyle y=\Psi _{3}(z,\ldots ,z^{(\beta -r)})}
__3__ لا يوجد دالة بحيث: {\displaystyle \phi (z,\ldots ,z^{\eta })=0}
ملاحظات:
- r هنا يرمز إلى الدرجة نسبية للنظام
- إذا كان الشرط الثاني متحققا فإن الشرط الثالث مكافئ ل {\displaystyle dim\ z=dim\ u}
- المخرج z يسمى المخرج المنبسط

## إستعمالات وفوائد خاصية الانبساط
يمكن بالنسبة للأنظمة التي تتمتع بخاصية الانبساط تصميم متحكمات بدون اللجوء إلى حل معادلات تفاضلية أو معادلات تفاضية لاخطية تحكم النظام. وتستغل خاصية الانبساط عادة في قضايا تتبع المسارات حيث يكون على نظام ما أن يتبع مسار معين كأن تتبع الحرارة دالة معينة أو أن تتبع عربة أو سفينة مسارا معينا. فإذا كان المسار معروفا مسبقا أي أن المسار المراد إتباعه معروف مسبقا فإنه يمكن حساب مداخل النظام بحيث تكون مخارجه المسار المراد وذلك دون اللجوء إلى حل معادلات تفاضلية مما يمثل أيضا أفضلية بالنسبة لأنظمة الزمن الحقيقي التي عادة يجب أن تصل بسرعة إلى حل والأنظمة ذات القدرة الحسابية المحدودة التي لا يمكنها أن تقوم بعمليات حسابية معقدة في وقت معقول.

## مواضيع متعلقة
- سيبرنيتيك

## وصلات خارجية وكتب
- differentially flat systems